# Motshegaletau
Motshegaletau – wieś w Botswanie w dystrykcie Central. Według spisu ludności z 2011 roku wieś liczyła 958 mieszkańców.